# 贾余庆
贾余庆（?—?），字善夫，临淮（今江苏省泗洪县南）人，南宋官员，是宋恭帝时右丞相兼枢密使。曾任同签书枢密院事。
宋恭帝德祐二年（1276年）正月初九，宋恭帝以贾余庆知临安府。元朝大军进逼临安，抵达临安府近郊，驻军临安阜亭山。正月十七，元朝丞相伯颜派遣唵木海、囊加歹同忙古歹等八人率三百甲兵入宋宫，取降表、传国玉玺，征召宋将相文武百官出迎元军。太后谢道清请解除兵器在内殿召见，约定次日奉宝请降，正月十八，派遣知临安府贾余庆、同宗室保康军承宣使赵尹甫、和州防御使赵吉甫等同囊加歹带着降表、玉玺至皋亭山。伯颜受降表、玉玺，派囊加歹带着赵尹甫、贾余庆等回到临安，召宰相出议投降之事。伯颜派遣囊加歹以降表、玉玺驰献元世祖。正月二十，赐家铉翁进士出身、签书枢密院事，贾余庆同签书枢密院事、知临安府。正月廿二，宋朝命丞相吴坚、文天祥，枢密谢堂，安抚贾余庆，内官邓惟善来见伯颜。文天祥为右丞相兼枢密使，与伯颜抗论。伯颜把他拘禁，带着宋朝左丞相吴坚、右丞相贾余庆、知枢密院事谢堂、签书枢密院事家铉翁、同签书枢密院事刘岊，北至镇江。以宋朝降表不称臣，仍写宋朝年号、帝号，派遣程鹏飞、洪君祥（洪双寿）偕同贾余庆回到临安更改，改为宋主削帝号降表。
二月初三，宋恭帝率文武百僚诣祥曦殿，望阙上表，乞为籓辅；派遣右丞相兼枢密使贾余庆、枢密使谢堂、端明殿学士签枢密院事家铉翁、端明殿学士同签枢密院事刘岊奉表献给元朝。二月初七，谢太后派遣贾余庆、吴坚、谢堂、刘岊、家铉翁担任祈请使，杨应奎、赵若秀为奉表押玺官，赴阙请命。吴坚、贾余庆檄告天下守令献城降元，只有家铉翁没有署名。文天祥在《指南录·后序》中说“不幸吕师孟构恶于前，贾余庆献谄于后。” 